# Davidești
Davidești è un comune della Romania di 2 950 abitanti, ubicato nel distretto di Argeș, nella regione storica della Muntenia.
Il comune è formato dall'unione di 3 villaggi: Contești, Davidești, Voroveni.